# قاتل فترة
قاتل الفترة أو قاتل سلسة هو قاتل يرتكب عدة جرائم قتل في وقت وجيز يمتد إلى عدة ساعات بدون أن يفكر في هوية الضحايا قاتلا كل ما يقع في طريقه بمن فيهم عائلته.
هدا النوع من السفاحين غير امن بالنسبة لمرتكبه لذا أغلب قتلة الفترة يرتكبون جرائمهم تحت ضغط نفسي
القاتل الجماعي يرتكب جرائمه في مكان واحد بينما قاتل الفترة ليس كذلك. قام الأمريكيون بتصنيف القتلة الذين يشاركون في مذابح المدارس وحدهم. كل هده المفردات ترتبط بالقاتل المتسلسل.
قاتل الفترة الأكثر فتكا بالضحايا هو الشرطي الكوري الجنوبي وو بم-كون الذي قتل 57 شخصا في 8 ساعات في 27 ابريل 1982.